# Jonas Oehmichen
Jonas Oehmichen (* 3. März 2004 in Dresden) ist ein deutscher Fußballspieler.

## Karriere

### Verein
Er begann mit dem Fußballspielen bei Dynamo Dresden und durchlief dort alle Jugendmannschaften. Für seinen Verein kam er zu 15 Spielen in der B-Junioren-Bundesliga und 22 Spielen in der A-Junioren-Bundesliga, bei denen ihm insgesamt sieben Tore gelangen. Im Sommer 2021 unterschrieb er bei seinem Verein seinen ersten Profivertrag und kam auch zu seinem ersten Einsatz im Profibereich in der 3. Liga, als er am 22. Januar 2023, dem 19. Spieltag, beim 3:1-Auswärtssieg gegen den VfB Oldenburg in der 90. Spielminute für Dennis Borkowski eingewechselt wurde. 2025 stieg er mit der Mannschaft in die 2. Bundesliga auf.

### Nationalmannschaft
Oehmichen bestritt zwischen Oktober 2022 und März 2023 drei Spiele für die U19-Nationalmannschaft des DFB.

## Erfolge
- Aufstieg in die 2. Bundesliga: 2025
- Sachsenpokalsieger: 2024